# 地名接尾辞
地名接尾辞（ちめいせつびじ）は接尾辞の一種で、単語のあとにつけることで場所や場所の性質を表す機能を持つ。

## 地名接尾辞の例

### -abad
「〜の街・場所」を意味するペルシア語。「…に満たされた」ととることもある。ペルシャ語圏やその周辺に見られる。
- アシガバート(عشق آباد, Ešq-âbâd、 トルクメニスタン)
- イスラマバード(اسلام آباد/Islamabad、 パキスタン)
- ジャラーラーバード(جلال آباد/Jalalabad、 アフガニスタン）
- ハイデラバード(హైదరాబాదు/Hyderabad、 インドテランガーナ州)

など。

### -bad
ドイツ語で Bad は風呂や温泉を意味し、温泉保養地であったことを意味する。多くは、バート・シュテーベンやバート・ザルツウフレンのように語頭に置かれるが、接尾辞的に後置される場合もある。
- シュランゲンバート（Schlangenbad、 ドイツ）

など。

### -berg
ドイツ語で Berg は山を意味する。
- ハイデルベルク（Heidelberg、 ドイツ）
- ランツベルク・アム・レヒ（Landsberg am Lech、 ドイツ）
- シュンペルク（Šumperk、 チェコ）

など。

### -burg
城砦、避難所（保護者）を意味し、ドイツでは城主の管区を意味した。ドイツ語・オランダ語・アフリカーンス語では -burg 、英語では -burgh, -bury, -borough（バラ参照）, -boro 、フランス語では -bourg 、デンマーク語・スウェーデン語などでは -borg となる。
- ハンブルク（Hamburg、 ドイツ、詳細は地名の由来参照）
- ヨハネスブルグ（Johanesburg、 南アフリカ連邦）
- ティルブルフ（Tilburg、 オランダ）
- サンクトペテルブルク[注釈 1]（Санкт-Петербург/Sankt-Peterburg、 ロシアレニングラード州）
- ピッツバーグ（Pittsburgh、 アメリカ合衆国ペンシルベニア州）
- エディンバラ（Edinburgh、 イギリス スコットランド）
- カンタベリー（Canterbury、 イギリス イングランド）
- マールバラ（マルボロ Marlborough、Marlboro、 イギリス イングランド他）
- スカボロー（Scarborough、 イギリス イングランド他）
- ストラスブール（Strasbourg、 フランス）
- オールボー（Aalborg、 デンマーク）
- ヨーテボリ（Göteborg、 スウェーデン）

など。

### -by
古ノルド語で街を意味する接尾語 by に由来する。
- グリムズビー（Grimsby、 イギリス イングランド）
- ウィットビー（Whitby、 イギリス イングランド）

など。

### -chester,-cester,-caster
ラテン語で駐屯地や城塞を意味する castra に由来し、町を意味する。
- マンチェスター（Manchester、 イギリス イングランド）
- ランカスター（Lancaster、 イギリス・ アメリカ合衆国など）
- ウースター（Worcester、 イギリス・ アメリカ合衆国）

など。

### -dam
オランダ語で堤防を意味する dam に由来する。
- アムステルダム（Amsterdam）
- ロッテルダム（Rotterdam）

など。

### -dorf
ドイツ語で村を意味する dorf に由来する。
- デュッセルドルフ（Düsseldorf、 ドイツ）
- マルクトオーバードルフ（Marktoberdorf、 ドイツ）
- アルトドルフ（Altdorf、 スイス・ ドイツ）

など。

### -feld, -felde
ドイツ語で場所を意味する。
- クレーフェルト（Krefeld、 ドイツ）
- ビーレフェルト（Bielefeld、 ドイツ）
- ボーデンフェルデ（Bodenfelde、 ドイツ）
- ルートヴィヒスフェルデ（ドイツ語版、英語版）（Ludwigsfelde、 ドイツ）

など。

### -furt, -ford
ドイツ語と英語で洗い越し（歩いて渡れるような浅瀬）を意味し、ゲルマン祖語の furduz またはインド・ヨーロッパ祖語の pértus に由来する。
- スタンフォード（Stanford, Stamford、 アメリカ合衆国・ イギリス他）
- オックスフォード（Oxford、 イギリス）
- エアフルト（Erfurt、 ドイツ）
- フランクフルト（Frankfurt、 ドイツ）
- クラーゲンフルト（Klagenfurt、 オーストリア）

など。

### -gorsk
ロシア語で「山の」という意の горы/gory に後述の -sk を足したもの。「山の街」を意味する。
- マグニトゴルスク（Магнитогорск/Magnitogorsk、 ロシアチェリャビンスク州）
- エレクトロゴルスク （Электрого́рск/Elektrogorsk、 ロシアモスクワ州）

など。

### -grad, -gorod
- 街、都市、城などを意味するスラヴ語。後者はロシアで限定的に使用される。

- ベオグラード（Београд/Beograd、 セルビア）
- ヴォルゴグラード・ヴォルゴグラード州[注釈 2] （Волгоград/Volgograd 、 ロシア）
- レニングラード州[注釈 1]（Ленинград/Leningrad、 ロシア）
- ノヴゴロド・ノヴゴロド州（Но́вгород/Novgorod、 ロシア）
- ニジニ・ノヴゴロド・ニジニ・ノヴゴロド州(Нижний Новгород/Nizhnij Novgorod、 ロシア)：本来の市名はノヴゴロドだが、既存のノヴゴロドと区別するため、「下の」を意味する形容詞 Нижний/Nizhnij がついた。

など。

### -hafen
ドイツ語で港を意味する。
- ルートヴィヒスハーフェン・アム・ライン（Ludwigshafen am Rhein、 ドイツ）
- フリードリヒスハーフェン（Friedrichshafen、 ドイツ）

など。
クックスハーフェン（Cuxhaven、 ドイツ）は古く Kuckshafen と書かれていたが、この hafen が港を意味するものかは疑わしく、中低ドイツ語の hove （農場、垣）や hāge(n) （囲まれた土地）に由来するとする説もある。

### -ham, -hampton
英語で領域を意味する。
- バーミンガム/バーミングハム（Birmingham、 イギリス・ アメリカ合衆国）
- バッキンガム（Buckingham、 イギリス）
- サウサンプトン（Southampton、 イギリス）
- ウルヴァーハンプトン（Wolverhampton、 イギリス）

など。

### -hausen
ドイツ語で家の複数形。
- オーバーハウゼン（Oberhausen、 ドイツ）
- ノルトハウゼン（Nordhausen、 ドイツ）

など。

### -heim
ドイツ語で家を意味する。
- ローゼンハイム（Rosenheim、 ドイツ）
- マンハイム（Mannheim、 ドイツ）

など。

### -hot
モンゴル語で街、城の意。主に中国の内モンゴル自治区で見られる。
- 呼和浩特 (ᠬᠥᠬᠥᠬᠣᠲᠠ、Хөхэхота/Hohhot、 中国)
- 烏蘭浩特 (ᠤᠯᠠᠭᠠᠨᠬᠣᠲᠠ、Улаанхот/Ulanhot、 中国)

など。

### -ia
ラテン語の形容詞語尾。
- トランシルヴァニア (Transylvania)：ラテン語で「横切る」を意味する trans- と、「森」を意味する silva に -iaがついたもの。
- オセアニア (Oceania)：ocean + -iaで、「大洋州」のこと。

この接尾辞は広く用いられており、アジア (Asia)・ユーラシア (Eurasia)・ロシア (Russia)・ルーマニア (Rumania)・リベリア (Liberia)・スロバキア (Slovakia)・スロヴェニア (Slovenia)・ジョージア (Georgia)・カリフォルニア (California) などの地名に見られる。
イタリア(Italia)も同様だが、州名においても多くの州がこの接尾辞を用いる。
また、-niaから変化した -gnaという接尾辞も使用する(ボローニャ Bologna)。
さらにイタリア語では他国を呼ぶ名称は-iaを付けることが多い。フランス(Francia)、ドイツ(Germania)、トルコ(Turchia)、スウェーデン(Svezia)、ノルウェー(Norvegia)、フィンランド(Finlandia)、ポーランド(Polonia)など。

### -monte
イタリック語派で山を意味する接尾辞。接頭辞 Monte-, Mont-, Mon- に通ずる。
- ピエモンテ（Piemonte、 イタリア）
- アルモンテ（Almonte、 スペイン）

など。

### -mouth
英語で河口を意味する。
- ポーツマス(Portsmouth)

など。

### -na
- ウクライナ(Україна/Ukraina)：ウクライナ語で「終わり、縁」を意味する krai に、前置詞の u- と地名接尾辞の -na がついたもの。なお、kraina で「国」という意味。「縁」で囲われたもののこと。

### -nesia
古典ギリシア語で「諸島」を意味するνησιά/nesia に由来する。ネシア。
- インドネシア (Indonesia)
- ポリネシア (Polynesia)
- ミクロネシア (Micronesia)

など。

### -polis
-πολις/-polis はギリシア語で都市の意味。 都市を意味する接尾辞として命名の際しばしば用いられる。地名ではないが、メトロポリス (metropolis)・メガロポリス (megalopolis) などの語も同様の意味で「ポリス」を含んでいる。
- ミネアポリス（Minneapolis、 アメリカ合衆国ミネソタ州）
- インディアナポリス（Indianapolis、 アメリカ合衆国インディアナ州）
- アナポリス（Anapolis、 アメリカ合衆国メリーランド州）

など。
- イタリア語では -poliとなり、ギリシャ植民都市であったナポリ（Napoli、イタリア）が有名。他にはガリポリ（Gallipoli、イタリア）や旧イタリア領のトリポリ（Tripoli、リビア）など。

- スラブ語圏でも"-poli(-поль)"の形で残る。セヴァストポリ（Севастополь/Sevastopol、 ウクライナ）、マリウポリ（Маріуполь/Mariupol、 ウクライナ）など。

### -pur
サンスクリット起源、ヒンディー語他インド系言語、その影響を受けたマレー語などで砦、街の意。タイ語にも"บุรี" (bù-rii, ブリー)の形で取り入れられている。インド、東南アジアに多数見られる。
- ジャイプル(जयपुर/Jaipur、 インドラージャスターン州)
- ナーグプル(नागपुर/Nagpur、 インドマハーラーシュトラ州)
- シンガポール(Singapore←マレー語;Singapura)
- チョンブリー(ชลบุรี/Chonburi、 タイ)
- ペッチャブリー(เพชรบุรี/Phetchaburi、 タイ)

など。

### -sk
スラヴ語の形容詞語尾（英語の -sh などと同源）。
- オホーツク (Охо́тск/Okhotsk)：「川」を意味する Okata が Okhota に変化し、それに -sk がついて地名化したもの。元は町の名だったが、現在は海の名にも転用されている。
- ハバロフスク・ハバロフスク地方（Хабаровск/Khabarovsk）
- ノヴォシビルスク・ノヴォシビルスク州・ノヴォシビルスク諸島（Новосибирск/Novosibirsk; Novo(新しい) + sibir(シベリア) ）
- グダニスク（Gdańsk、  ポーランド）など。

### -stan
「〜の土地」を意味するペルシア語。
- アフガニスタン (Afghanistan)は、パシュトー語で「山の民」を意味する afghan に -stanがついたもの。
- 国名としては、 パキスタン(Pakistan, "Pak(پاک)"は「清浄な」を意味するペルシア語・ウルドゥー語) 、中央アジアの カザフスタン(Kazakhstan)・ タジキスタン(Tajikistan)・ ウズベキスタン(Uzbekistan)・ トルクメニスタン(Turkmenistan)などの例がある[注釈 4]。中央アジア5国が、ソビエト連邦を構成していた当時は、 カザフ・ソビエト社会主義共和国・ キルギス・ソビエト社会主義共和国・ タジク・ソビエト社会主義共和国・ ウズベク・ソビエト社会主義共和国・ トルクメン・ソビエト社会主義共和国と国名に"-stan"を使用していなかった。
- その他、インドの別称であるヒンドゥスターン (ヒンドスタン, Hindustan)は、ペルシア語でインダス川を意味する「ヒンドゥー」（Hindū） に、-stanをつけた語で、「インダス川（およびそれ以東）の土地」を意味する。また、主としてクルド人が居住する地理的領域を慣習的にクルディスタンと呼ぶ。

### -stad
スウェーデン語で市を意味する。
- クリシャンスタード（Kristianstad、 スウェーデン）
- ハルムスタッド（Halmstad、 スウェーデン）

など。

### -statt、-stadt
ドイツ語で地域を意味する。
- ハルシュタット（Hallstadt、 ドイツ）
- ノイシュタット（Neustadt、 ドイツ）
- ハイリゲンシュタット（Heiligenstadt、 オーストリア）

など。

### -ton
英語で町(town)を意味する接尾辞としてしばしば用いられる。town と語源は同じ。
- アーリントン（Arlington、 アメリカ合衆国バージニア州）
- キングストン（Kingston、 アメリカ合衆国・ ジャマイカ他）

など。

### -ville
フランス語で都市を意味する。英語の村（village)と語源を同じくする。英語・フランス語で都市を意味する接尾辞としてしばしば用いられる。
- アルベールヴィル（Albertville、 フランス）
- リーブルヴィル（Libreville、 ガボン）
- ブラザヴィル（Brazzaville、 コンゴ共和国）

など。